# Michael Braun (réalisateur)
Pour les articles homonymes, voir Braun et Michael Braun.
Michael Braun (connu sous l'appellation Dr. Michael Braun et sous le pseudonyme W. G. Larsen), né le 5 septembre 1930 à Kalkberge (Allemagne) et mort le 11 juin 2014 à Munich, est un réalisateur et scénariste allemand.

## Biographie
Michael Braun est fils du réalisateur, producteur et scénariste Harald Braun.

## Filmographie partielle

### Comme réalisateur
- 1959 : Tales of the Vikings (série télévisée)
- 1963 : Die sanfte Tour (série télévisée)
- 1963 : Bitte nicht stören (TV)
- 1961 : Funkstreife Isar 12 (série télévisée)
- 1963 : Kommissar Freytag (série télévisée)
- 1965 : Die seltsamen Methoden des Franz Josef Wanninger (série télévisée)
- 1964 : Der Nachtkurier meldet... (série télévisée)
- 1966 : Raumpatrouille - Die phantastischen Abenteuer des Raumschiffes Orion (série télévisée)
- 1967 : Le monde parallèle (série télévisée)
- 1967 : Verräter (série télévisée)
- 1969 : Mord nach der Oper (TV)
- 1970 : Der Mann, der den Eiffelturm verkaufte (TV)
- 1969 : Salto Mortale (série télévisée)
- 1972 : Ein Toter stoppt den 8 Uhr 10 (TV)
- 1973 : Frühbesprechung (série télévisée)
- 1973 : Okay S.I.R. (série télévisée)
- 1973-1974 : Die Tausenderreportage (série télévisée, 13 épisodes)
- 1974 : Die Powenzbande (série télévisée, 5 épisodes)
- 1975 : Eurogang (série télévisée)
- 1974 : Der Kommissar (série télévisée)
- 1976 : Tatort (série télévisée)
- 1967 : Graf Yoster gibt sich die Ehre (série télévisée)
- 1977 : Eichholz und Söhne (série télévisée)
- 1977 : Sonderdezernat K1 (série télévisée)
- 1978 : Le Renard (Der Alte, série télévisée)
- 1979 : Der ganz normale Wahnsinn (série télévisée)
- 1979 : Zwei Mann um einen Herd (série télévisée)
- 1981 : L'Âge d'or (Goldene Zeiten, feuilleton télévisé)
- 1981 : Un cas pour deux (Ein Fall für zwei, série télévisée)
- 1983 : Nachruf auf Othello (TV)
- 1978 : Inspecteur Derrick (série télévisée)
- 1984 : Dans la tourmente (Goldene Zeiten - Bittere Zeiten, feuilleton TV)
- 1985 : Brigade Verte (série télévisée)
- 1985 : Unsere schönsten Jahre (série télévisée)
- 1987 : Moselbrück (série télévisée)
- 1987 : Albert Schweitzer (série télévisée)
- 1988 : Praxis Bülowbogen (série télévisée)
- 1977 : Polizeiinspektion 1 (série télévisée)
- 1990 : Mademoiselle Ardel (TV)
- 1993 : Wie Pech und Schwefel (série télévisée)
- 1993 : Russige Zeiten (série télévisée)
- 1995 : Coswig und Sohn (TV)
- 1996 : Solange es die Liebe gibt (série télévisée)
- 1995 : Zwei Brüder (série télévisée)
- 1996 : Heimatgeschichten (série télévisée)